# Науруїт
Науруїт (англ. Nauruit) — історична назва фосфоритів, родовища яких розташовувалися на тихоокеанському острові Науру.
Науруїт зустрічався у формі тонких, твердих і крихких пластів, сформованих з доломіту й звичайного фосфату. Іноді служив цементуючою речовиною між фосфатними зернами. Хімічний склад науруїта є таким же, як і в решти фосфатів. Вміст фтору — близько 1,9 %.